# Повз вікон йдуть поїзди
«Повз вікон йдуть поїзди» — радянський художній фільм 1966 року про молоду вчительку літератури. Автор сценарію — Любов Кабо, в 1940 році закінчила педагогічний інститут і протягом усього життя працювала вчителем літератури. Дебютна робота однокурсників-випускників ВДІКівської майстерні Юхима Дзигана режисерів Едуарда Гаврилова і  Валерія Кремньова. Фінал фільму викликав жваві дискусії. Незважаючи на ряд недоліків, дебютний фільм режисерів увійшов до числа найкращих фільмів про школу.

## Сюжет
У школу-інтернат провінційного тайгового сибірського містечка з Москви приїжджає працювати вчителем літератури молоденька випускниця педагогічного училища. Вона така молоденька, що навіть не може звикнути до власного ім'я по-батькові: «Ліда», — представляється вона, і директору доводиться її поправляти: «Лідія Сергіївна». Молода вчителька дивиться на шкільні події не з учительської, а як би зі шкільної парти, зсередини класу. З самої появи в школі-інтернаті Ліда не може зрозуміти порядків, заведених тут директором Федором Федоровичем, а коли розуміє, що за зовні благополучним життям інтернату ховається байдуже ставлення викладачів до дітей — не хоче підкоритися тому, що порядок — єдина мета виховної роботи, адже в результаті діти стають двоєдушними — слабкі стають брехливими, а то й підлими, ті, що сильніше і щиріше — замкнутими. Безпосередність, з якою героїня вторгається в життя школи, викликає невдоволення директора і завуча школи-інтернату. Але її 7 «Б» складний клас — її учень сирота Сашко Зенков в грі «в раба» програв однокласника Генці і тепер повинен все робити для нього: застеляти ліжко, чистити черевики, і всіляко піддається знущанням, або може відкупитися від боргу за десять рублів. Санька терпить і працює на розпилюванні дров, намагаючись по копійках зібрати гроші на «борг честі». В один день Генка з підручними вп'ятьох б'ють Саньку за те що він гуляє з дівчинкою. Кривдники знають, що Санька не буде скаржитися, але дівчинка розповідає про бійку вчительці. Ліда викликає Саньку і по одному кожного з кривдників і… дає їм можливість битися, але тільки тепер — один на один. Незабаром в школі відбувається надзвичайна подія — на уроці 7 «Б» з сумочки вчителя біології вкрадені десять рублів… На загальношкільній лінійці директор змушує стояти всю школу до тих пір поки винний з 7 «Б» не зізнається. Лідія Сергіївна дає чесне комсомольське слово, що її хлопці самі розберуться в цій справі. Вона залишає хлопців в класі: «Я не можу бути слідчим і не хочу. Вирішуйте самі», і йде. Ліді потрібно щоб винуватець зрозумів і сам зізнався, для неї головне — навчити, але директору потрібен порядок і головне — покарати…

## У ролях
- Марія Стернікова —  Лідія Сергіївна, вчителька літератури
- Лев Круглий —  Федір Федорович Гусєв, директор інтернату
- Елла Некрасова —  Раїса Василівна, старший вихователь в інтернаті, вчителька біології
- Інна Виходцева —  Євгенія Іванівна, вчителька
- Роман Хомятов —  Валерій Павлович, учитель фізкультури
- Сергій Яковлєв —  Микола Степанович, учитель математики
- Аркадій Трусов —  дядько Прокіп, опалювач в інтернаті
- Катерина Мазурова —  тітка Агаша, сестра-господиня в школі-інтернаті
- Вітя Косих —  Саня Зенков, вихованець школи-інтернату
- Лідія Волкова —  Зіна Сємєчкіна, вихованка школи-інтернату
- Валерій Васильєв —  Вова Семенов, «Мухомор», вихованець школи-інтернату
- Борис Кузнецов —  вихованець школи-інтернату
- Михайло Метьолкін —  вихованець школи-інтернату
- Валентина Ананьїна —  вчителька
- Зоя Ісаєва —  вчителька
- Юрій Кірєєв —  майор, який прийшов влаштовувати сина в школу-інтернат
- Валентина Владимирова —  Парамонова
- Лідія Корольова —  мати Богуна
- Клавдія Хабарова —  мати Васі
- Віктор Камаєв —  епізод
- Фелікс Ясюкевіч —  епізод
- Сергій Зайцев —  епізод

## Знімальна група
- Режисери — Едуард Гаврилов, Валерій Кремньов
- Сценаристи — Любов Кабо, Олександр Хмелик
- Оператор — Сергій Зайцев
- Композитор — Георгій Фіртич
- Художник — Фелікс Ясюкевич